# Logitech
Logitech је швајцарска мултинационална компанија која се бави производњом рачунарских опрема. Седиште фирме се налази у Романел-сир-Моржу у Швајцарској.
- Постројење у Фремонту у Силицијумској долини
- Бежични миш
-USB звучници
-Precision PC конзола за игре